# Talking Angela
Talking Angela là một ứng dụng thú nuôi ảo được Outfit7 phát triển và là một phần trong seri Talking Tom and Friends. Ứng dụng này phát hành cho máy iPhone và iPad vào tháng 12 năm 2012, cho những thiết bị chạy hệ điều hành Android vào tháng 1 năm 2013 và trên Google Play vào năm 2014 My Talking Angela được phát hành vào tháng 12 năm 2014.